# Hydrophiinae
Pour les articles homonymes, voir Serpent de mer (homonymie).
Sous-famille
Synonymes
- Hydrophiidae Fitzinger, 1843

Les Hydrophiinae sont une sous-famille de serpents venimeux de la famille des Elapidae qui peuplent les environnements marins pendant la plupart ou la totalité de leur vie. La plupart sont largement adaptés à une vie pleinement aquatique et sont incapables de se déplacer sur la terre, sauf pour le genre Laticauda, qui conserve les caractéristiques ancestrales, permettant un mouvement limité sur les terres. Ils vivent dans les eaux côtières chaudes de l'océan Indien au Pacifique, et sont étroitement apparentés aux serpents venimeux terrestres d'Australie.
Tous ont des queues semblables à des pagaies et beaucoup ont un corps latéralement compressé qui leur donne une apparence similaire à une anguille. Contrairement aux poissons, ils ne possèdent pas de branchies et doivent régulièrement faire surface pour respirer. Ils sont parmi les plus aquatiques de tous les vertébrés à respiration aérienne.
Le venin des représentants de cette famille compte parmi les plus puissants de tous les serpents. Certains sont très peu agressifs et ne mordent que lorsqu'on les provoque, mais d'autres sont beaucoup plus agressifs. Actuellement[Quand ?], 17 genres sont décrits dans ce clade de serpents de mer, comprenant 62 espèces.

## Description
La majorité des espèces hydrophiinae atteignent à l'âge adulte entre 120 et 150 cm de long, et le plus grand, Hydrophis spiralis, peut mesurer jusqu'à 3 m. Leurs yeux sont relativement petits avec une pupille ronde et la plupart ont les narines qui sont situées dorsalement. Les crânes ne diffèrent pas significativement de ceux des élapidés terrestres, bien que la dentition soit relativement primitive avec des crocs court et, à l'exception des Emydocephalus, 18 petites dents derrière celles de la maxilla.

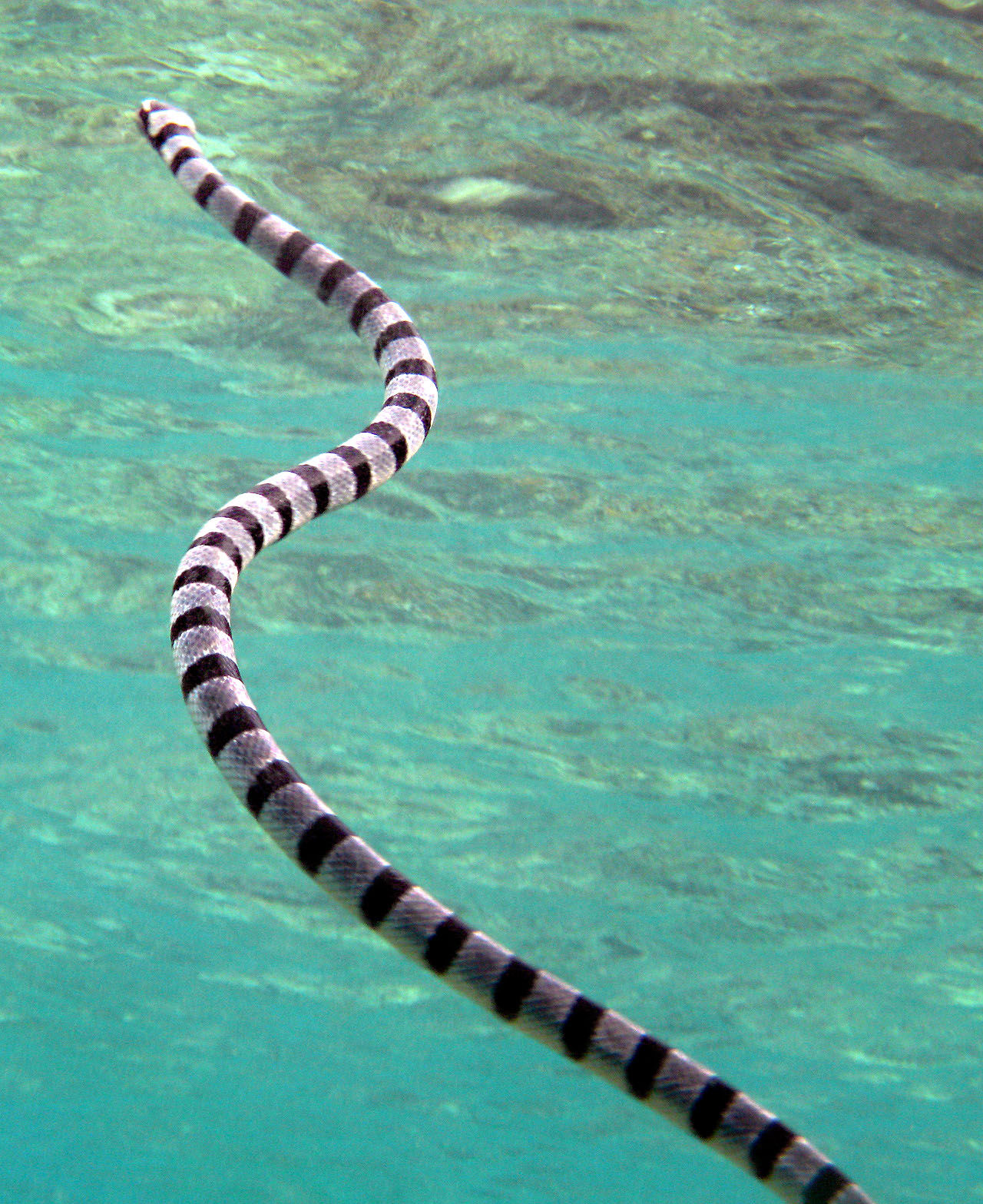
Laticauda colubrina

La plupart des Hydrophiinae, au mode de vie complètement aquatiques, se sont adaptés à leur environnement de plusieurs façons, dont la plus caractéristique est leur queue semblable à une pagaie qui a augmenté leur capacité à nager. À un degré variable, les corps de nombreuses espèces sont comprimés latéralement, en particulier chez les espèces pélagiques. Cela a souvent entraîné une réduction de la taille des écailles ventrales, qui deviennent même difficiles à distinguer des écailles adjacentes. Cette réduction des écailles ventrales signifie qu'ils sont devenus pratiquement incapables de se déplacer sur terre, mais comme l'intégralité de leur cycle de vie a lieu en mer, ils n'ont pas besoin de sortir de l'eau,.
Le seul genre qui a conservé des écailles ventrales élargie est celui des Laticauda, qui compte seulement cinq espèces. Ces serpents sont considérés comme les plus primitifs, car ils passent encore beaucoup de leur temps sur terre, où leurs écailles ventrales leur donnent l'adhérence nécessaire,. Les espèces de Laticauda sont également les seuls serpents de mer avec des écailles internasales, et leurs narines ne sont pas situées sur le dos.
Comme il est plus facile pour la langue de serpent de remplir sa fonction olfactive sous l'eau, son mouvement est de courte durée comparé aux espèces de serpents terrestres. Seules les extrémités fourchues dépassent de la bouche par une encoche dans le milieu de l'écaille rostrale. Les narines ont des valves constituées d'un tissu spongieux spécifique pour empêcher l'eau de rentrer, et la trachée peut être dressée à l'endroit où le court passage nasal débouche sur le plafond de la bouche. Ceci est une adaptation importante pour un animal qui doit remonter à la surface pour respirer, mais dont la tête peut être partiellement immergée en le faisant. Le poumon est devenu très large et se prolonge presque sur toute la longueur du corps, bien que la partie arrière est supposé avoir été développée pour faciliter la flottabilité plutôt que pour l'échange de gaz. Le long poumon sert éventuellement également à stocker l'air pour les plongées,.
La plupart des espèces d'Hydrophiinae sont capables de respirer par le haut de leur peau. Ceci est inhabituel pour les reptiles, qui ont une peau épaisse et écailleuse, mais des expériences avec le Pelamis platurus (une espèce pélagique), ont montré que cette espèce peut satisfaire environ 25 % de ses besoins en oxygène de cette manière, ce qui permet des plongées prolongées.

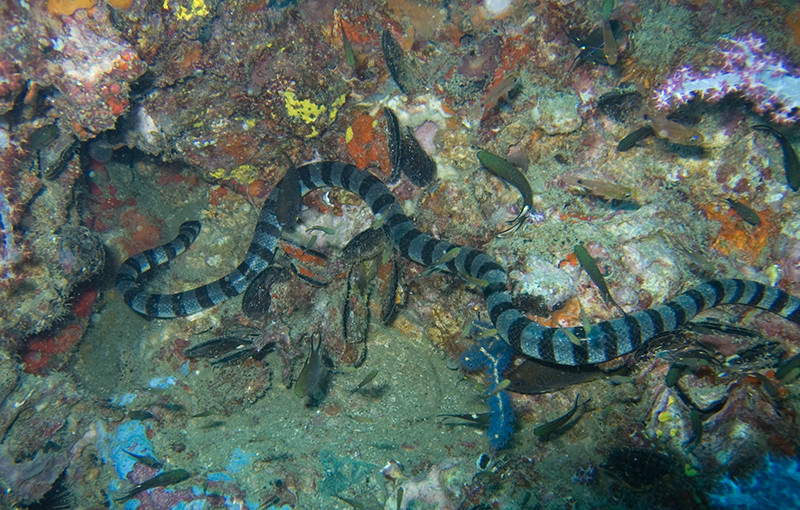
Laticauda laticaudata

Comme d'autres animaux terrestres qui se sont adaptés à la vie dans un environnement marin, les serpents de mer ingèrent beaucoup plus de sel que leurs apparentés terrestres à travers leur alimentation, et quand l'eau de mer est avalée par inadvertance. Cela signifie qu'ils ont dû évoluer pour bénéficier d'un moyen plus efficace de régulation de la concentration du sel de leur sang. Chez les serpents de mer, les glandes sub-linguales postérieures, situées en dessous et autour de la gaine de la langue, ont évolué pour leur permettre d'expulser le sel quand ils actionnent leur langue,.
L'agencement des écailles parmi les serpents de mer est très variable. Par opposition aux espèces de serpents terrestres qui ont des écailles imbriquées pour les protéger contre l'usure, les écailles des serpents de mer les plus pélagiques ne se chevauchent pas. Les espèces qui habitent les récifs, comme Aipysurus, ont des écailles imbriquées pour se protéger contre les coraux aiguisés. Les écailles peuvent être lisses, carénées, épineuses ou granulaire, ces dernières ressemblant souvent à des verrues.
Aipysurus laevis possède des photorécepteurs dans la peau de la queue, ce qui lui permet de détecter la lumière et s'assurer probablement qu'il est complètement caché, y compris sa queue, à l'intérieur des trous de corail où il vit dans la journée. Alors que d'autres espèces n'ont pas été étudiées, A. laevis n'est probablement pas unique parmi les serpents de mer à cet égard.

## Distribution et habitat

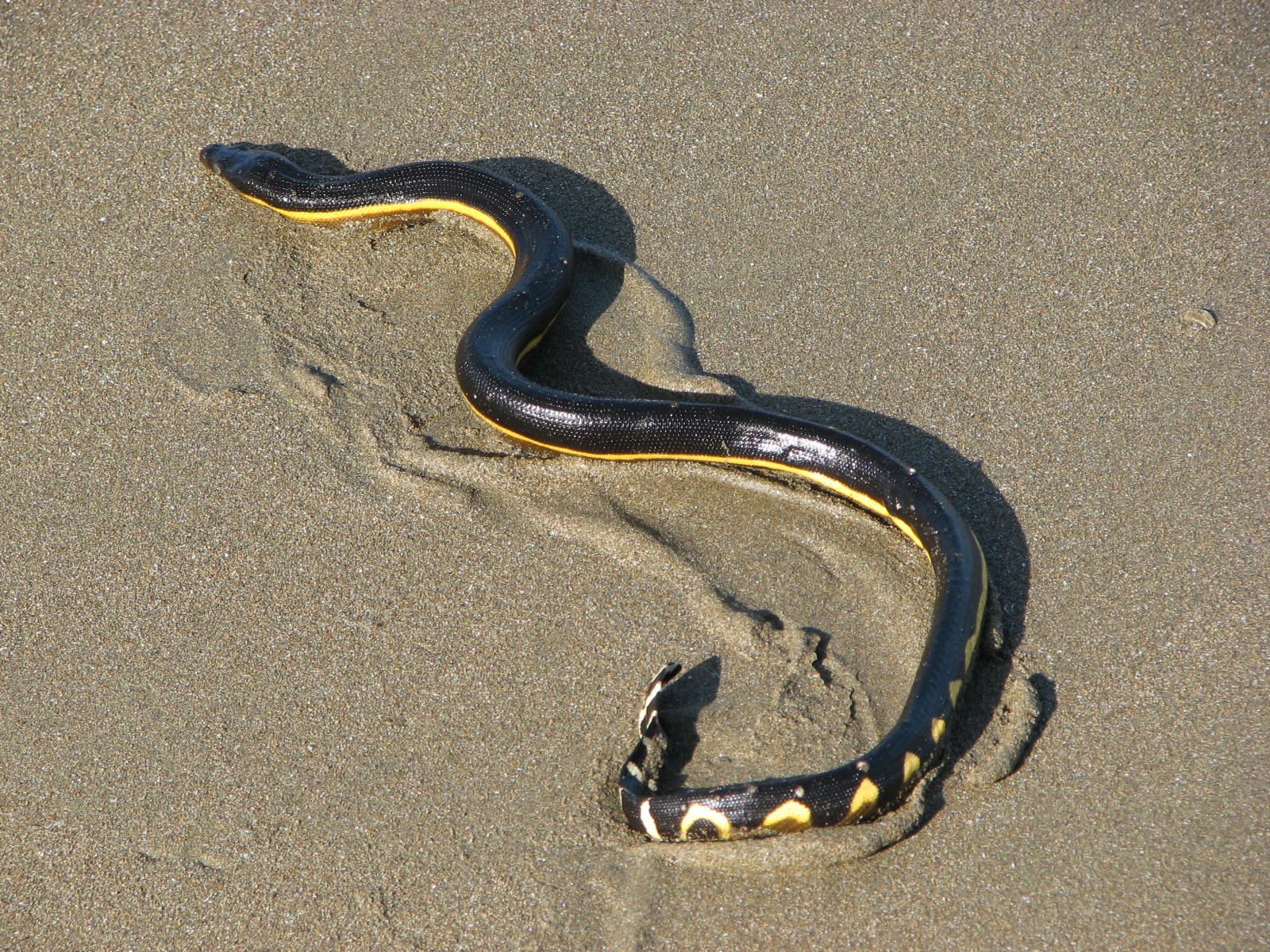
Le Serpent marin noir et jaune a une aire de répartition particulièrement importante.

Les Hydrophiinae vivent principalement dans les eaux tropicales chaudes de l'océan Indien et l'océan Pacifique occidental, avec quelques espèces que l'on peut trouver en Océanie . L'aire de répartition géographique d'une espèce, le Serpent marin jaune et noir (Hydrophis platurus), est plus large que celle de toutes les autres espèces de reptile, à l'exception de quelques espèces de tortues de mer . Elle s'étend de la côte est de l'Afrique, de Djibouti au nord au Cap au sud, à travers l'océan Indien, le Pacifique, atteignant au sud la côte nord de la Nouvelle-Zélande ,, jusqu'à la côte ouest de l'Amérique, où elle s'étale du nord du Pérou au sud (y compris les îles Galápagos) au golfe de Californie au nord. Des spécimens isolés ont été trouvés au nord jusqu'à San Clemente aux États-Unis.
Les serpents marins sont absents de l'océan Atlantique . On pense que le Serpent marin jaune et noir pourrait y vivre mais que ce sont les courants froids au large de la Namibie et du sud-ouest de l'Afrique du sud qui l'empêchent de passer dans l'est de l'Atlantique Sud, ou ceux à des latitudes de 5° le long de la côte ouest de l'Amérique du Sud. On ne trouve pas non plus les serpents marins dans la mer Rouge, et on pense que cela est dû à sa salinité accrue, et il n'y a pas de danger d'arrivée de certains d'entre eux en mer Méditerranée en traversant le canal de Suez. La salinité, ou plutôt le manque de celle-ci, est également la raison supposée pour laquelle le Serpent marin jaune et noir n'est pas arrivé dans les Caraïbes par l'intermédiaire du canal de Panama .
Malgré leurs adaptations marines, la plupart des serpents de mer privilégient les eaux peu profondes à proximité de la terre ferme, autour des îles, et notamment les eaux quelque peu abritées, comme celles près des estuaires,. Ils peuvent remonter les rivières et ont été vus jusqu'à 160 km de la mer dans certaines d'entre elles. D'autres, comme le Serpent marin jaune et noir, sont pélagiques et se retrouvent dans les lignes de dérive, ou les nappes de débris rassemblés par les courants et flottant à la surface. Certains serpents de mer habitent les mangroves et des habitats similaires aux eaux saumâtres, et deux espèces vivent en eau douce non loin du littoral : Hydrophis semperi dans le lac Taal aux Philippines, et Laticauda crockeri dans le lac Te Nggano sur Rennell dans les Îles Salomon.

## Biologie et écologie

### Comportement

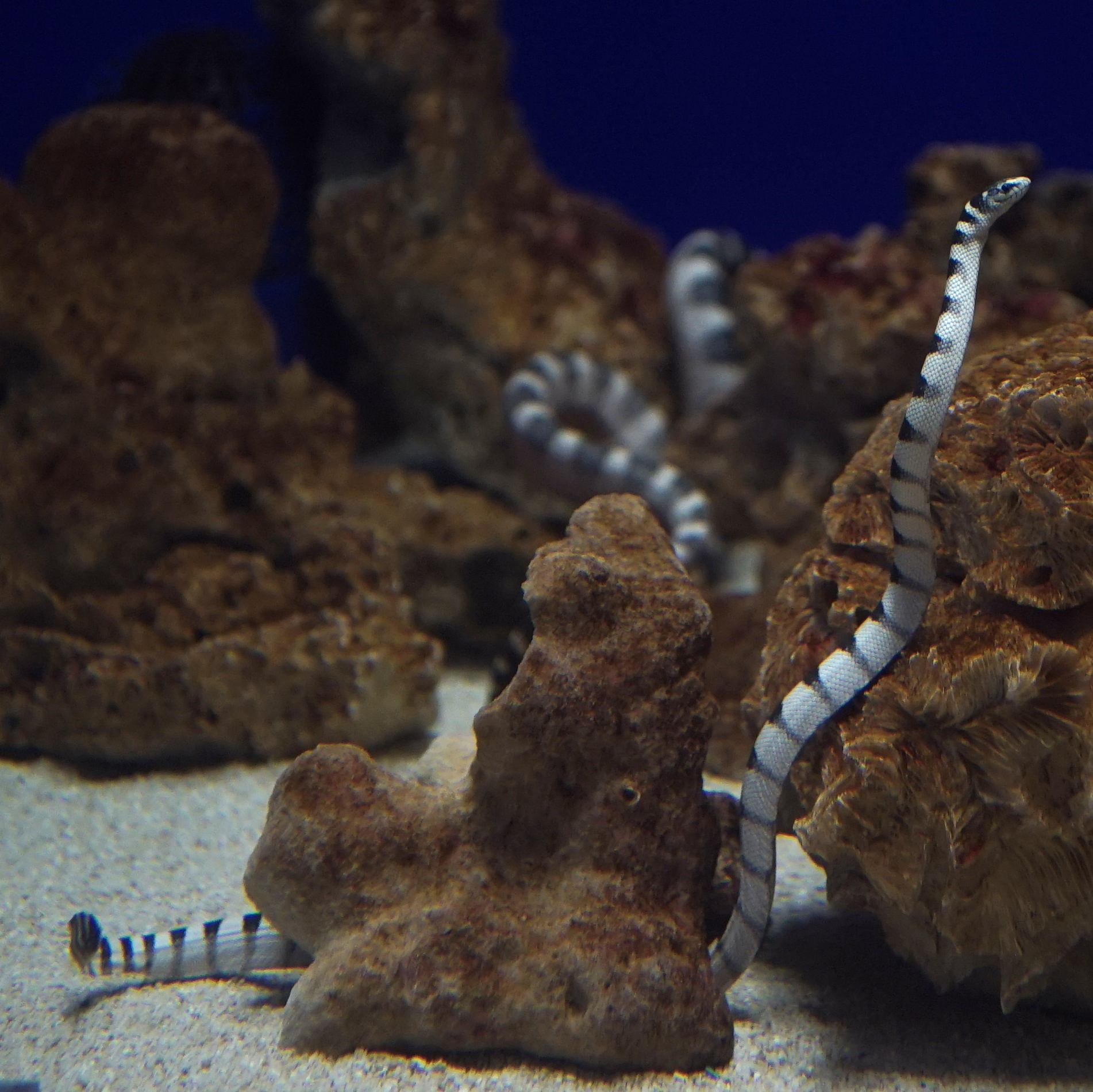
Hydrophis ornatus.

Les Serpents de mer sont généralement réticents à mordre,, et sont généralement considérés comme des animaux calmes, bien qu'il existe des variations entre les espèces et les individus. Certaines espèces, comme le Serpent marin noir et jaune, qui se nourrissent simplement en avalant leur proie, sont plus susceptibles de mordre quand ils sont provoqués parce qu'ils ne semblent utiliser leur venin que pour la défense. D'autres, comme les Laticauda, utilisent leur venin pour immobiliser leur proie ; ces serpents sont souvent manipulés sans problème par les pêcheurs locaux, qui les dénouent et les rejettent dans l'eau à mains nues quand ces serpents sont pris dans des filets de pêche,. Les espèces connues comme beaucoup plus agressives comprennent Aipysurus laevis, Astrotia stokesii, Enhydrina schistosa, Enhydrina zweifeli et Hydrophis ornatus.
Sur terre, leurs mouvements deviennent très erratiques. Ils rampent maladroitement dans ces situations et peuvent devenir très agressifs, mordant sauvagement tout ce qui bouge, même s'ils sont incapables de s'enrouler et lancer une attaque ciblée à la manière des serpents terrestres,.
Les serpents marins semblent être actifs le jour et la nuit. Dans la matinée, et parfois tard dans l'après-midi, ils peuvent être vus à la surface se réchauffer au soleil, et ils vont plonger quand on les dérange. Ils ont été signalés nageant à des profondeurs de plus de 90 m, et peuvent rester immergés pendant quelques heures, la durée variant éventuellement en fonction de la température et du degré d'activité,.
Les serpents marins peuvent être vus en grand nombre. Par exemple, en 1932, un bateau à vapeur dans le détroit de Malacca, au large des côtes de la Malaisie, a rapporté la vue de « millions » de Astrotia stokesii, un parent du Serpent marin noir et jaune ; ceux-ci auraient formé une ligne de serpents de 3 m de large et 100 km de long. La cause de ce phénomène est inconnue, mais il a probablement un lien avec la reproduction. Ils peuvent parfois nager en groupe de plusieurs dizaines, et de nombreux spécimens morts ont été trouvés sur les plages après les typhons.

### Alimentation
Ils se nourrissent de petits poissons et parfois de jeunes octopodes.

### Reproduction
À l'exception d'un genre, toutes les espèces d'hydrophiinae sont ovovivipares ; les jeunes naissent sous leur forme définitive dans l'eau où ils vivent toute leur existence. Chez certaines espèces, les jeunes sont assez grands : jusqu'à la moitié de la taille de la mère. La seule exception est le genre Laticauda, dont les membres sont ovipares ; les cinq espèces pondent leurs œufs sur terre.

### Venin
Comme leurs cousins de la famille des Elapidae, la majorité des espèces d'Hydrophiinae sont très venimeuses ; cependant, lorsque les morsures se produisent, il est rare que le venin soit injecté, et les symptômes d'envenimation semblent généralement inexistants ou insignifiants. Par exemple, le Serpent marin noir et jaune a un venin plus puissant que toutes les espèces de serpents terrestres du Costa Rica au niveau de sa DL50, mais en dépit de son abondance dans les eaux au large de la côte occidentale de ce pays, très peu de décès humains ont été rapportés. Néanmoins, tous les serpents de mer doivent être manipulés avec beaucoup de précautions.
Les morsures qui sont suivies d'une envenimation sont généralement indolores et peuvent même ne pas être remarquées lorsqu'elles ont lieu. Les dents peuvent rester dans la plaie. Il y a généralement peu voire pas de gonflement, et il est rare que les ganglions lymphatiques avoisinants soient affectés. Les symptômes les plus importants sont la rhabdomyolyse (destruction rapide du tissu musculaire squelettique) et la paralysie. Les premiers symptômes sont des maux de tête, le sentiment d'avoir la langue épaisse, la soif, la transpiration, et des vomissements. Les symptômes qui peuvent survenir après 30 minutes à plusieurs heures après la morsure incluent les douleurs, la raideur et l'atonie des muscles généralisée sur tout le corps. L'étirement passif des muscles est aussi douloureux, et le trismus, qui est similaire à la tétanie, est commun. Il est suivi plus tard par des symptômes typiques d'autres envenimations par des élapidés : une paralysie progressive, en commençant par la ptose et la paralysie des muscles volontaires. La paralysie des muscles impliqués dans la respiration et la déglutition peut être fatale. Après 3 à 8 h, la myoglobine, à la suite du non-fonctionnement des muscles, peut commencer à apparaître dans le plasma sanguin, ce qui peut entraîner une urine rouge, brune ou noir foncé, et finalement conduire à une insuffisance rénale aiguë. Après 6 à 12 h, l'hyperkaliémie sévère, résultant également de la paralysie des muscles, peut conduire à un arrêt cardiaque.

## Taxinomie

### Classification
Les serpents de mer ont d'abord été considérés comme une famille unie et distincte, les Hydrophiidae, qui a été divisée plus tard en deux sous-familles : les Hydrophiinae, comprenant 8 genres et 57 espèces, et les Laticaudinae plus primitifs, comprenant un genre, Laticauda, avec cinq espèces. Finalement, comme il est devenu évident que les serpents de mer étaient étroitement liés avec les élapidés, la situation taxonomique est devenue moins bien définie. Certains taxonomistes ont réagi en déplaçant les serpents de mer vers les Elapidae, créant ainsi les sous-familles Elapinae, Hydrophiinae et Laticaudinae, bien que ce dernier peut être omis si Laticauda est inclus dans les Hydrophiinae. Personne n'a encore été en mesure de travailler de façon convaincante les relations phylogénétiques entre les différents sous-groupes des élapidés, et la situation est encore floue. Par conséquent, d'autres ont opté soit pour continuer à travailler avec les anciennes classifications traditionnelles, principalement pour des raisons pratiques, ou de regrouper tous les genres ensemble dans le groupe des Elapidae, sans subdivisions taxonomiques, afin de refléter le travail qui reste à faire,,.
Selon The Reptile Database (11 août 2013) :
- Aipysurus Lacépède, 1804
- Emydocephalus Krefft, 1869
- Ephalophis Smith, 1931
- Hydrelaps Boulenger, 1896
- Hydrophis Latreille, 1801
- Kolpophis Smith, 1926
- Parahydrophis Burger & Natsuno, 1974
- Thalassophis Schmidt, 1852

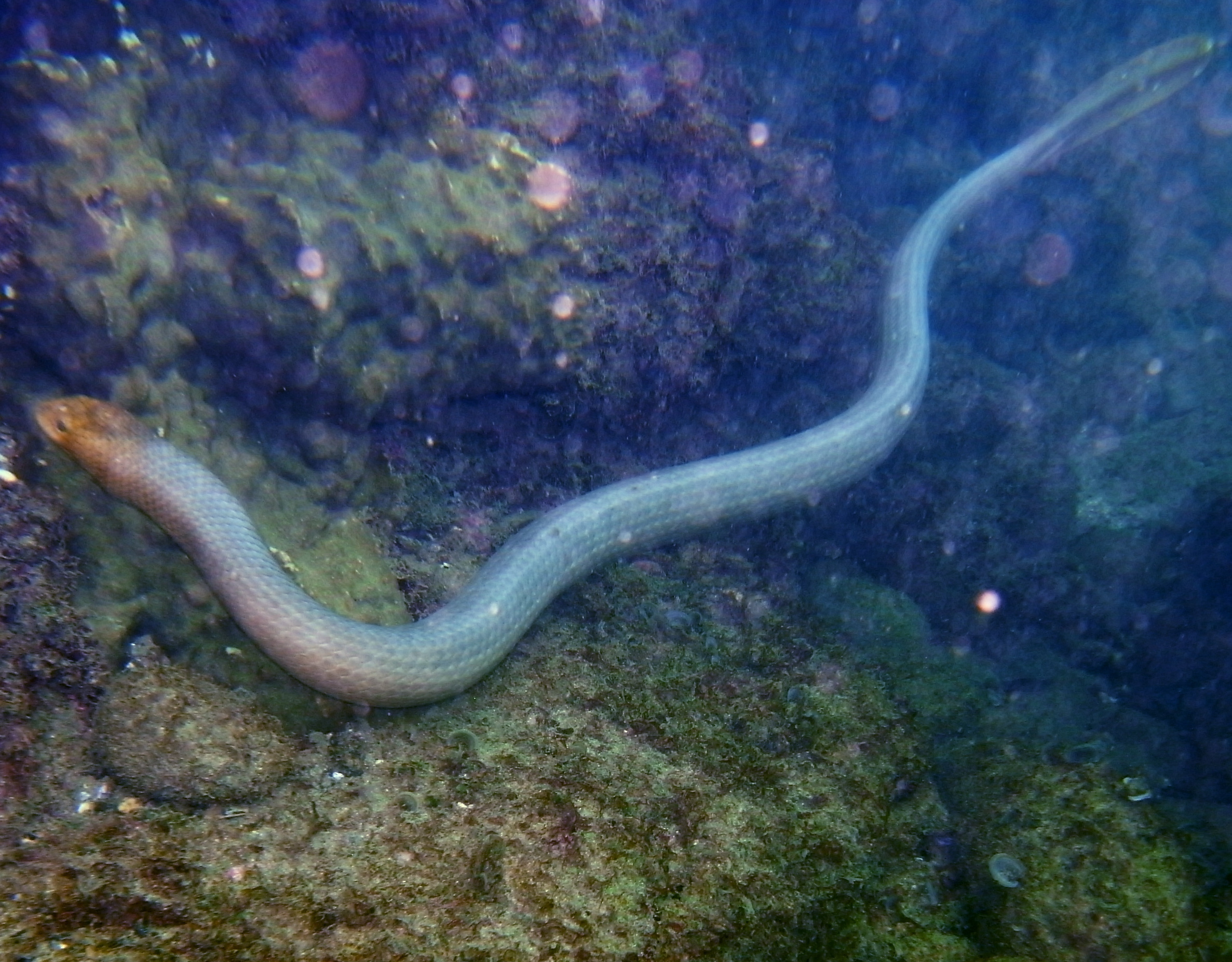
Aipysurus laevis
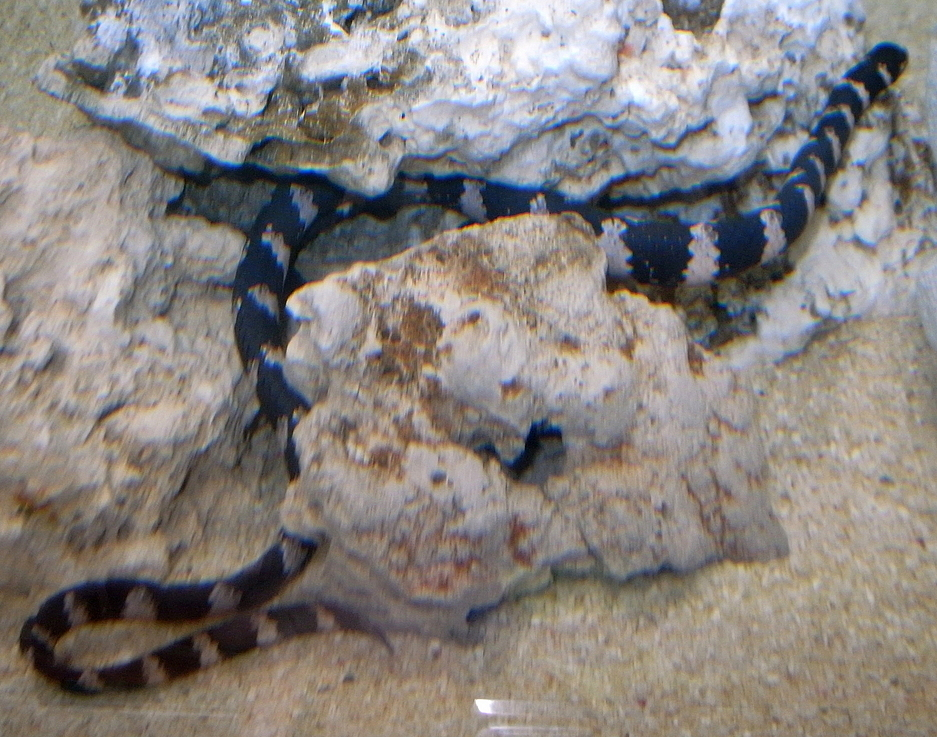
Emydocephalus ijimae
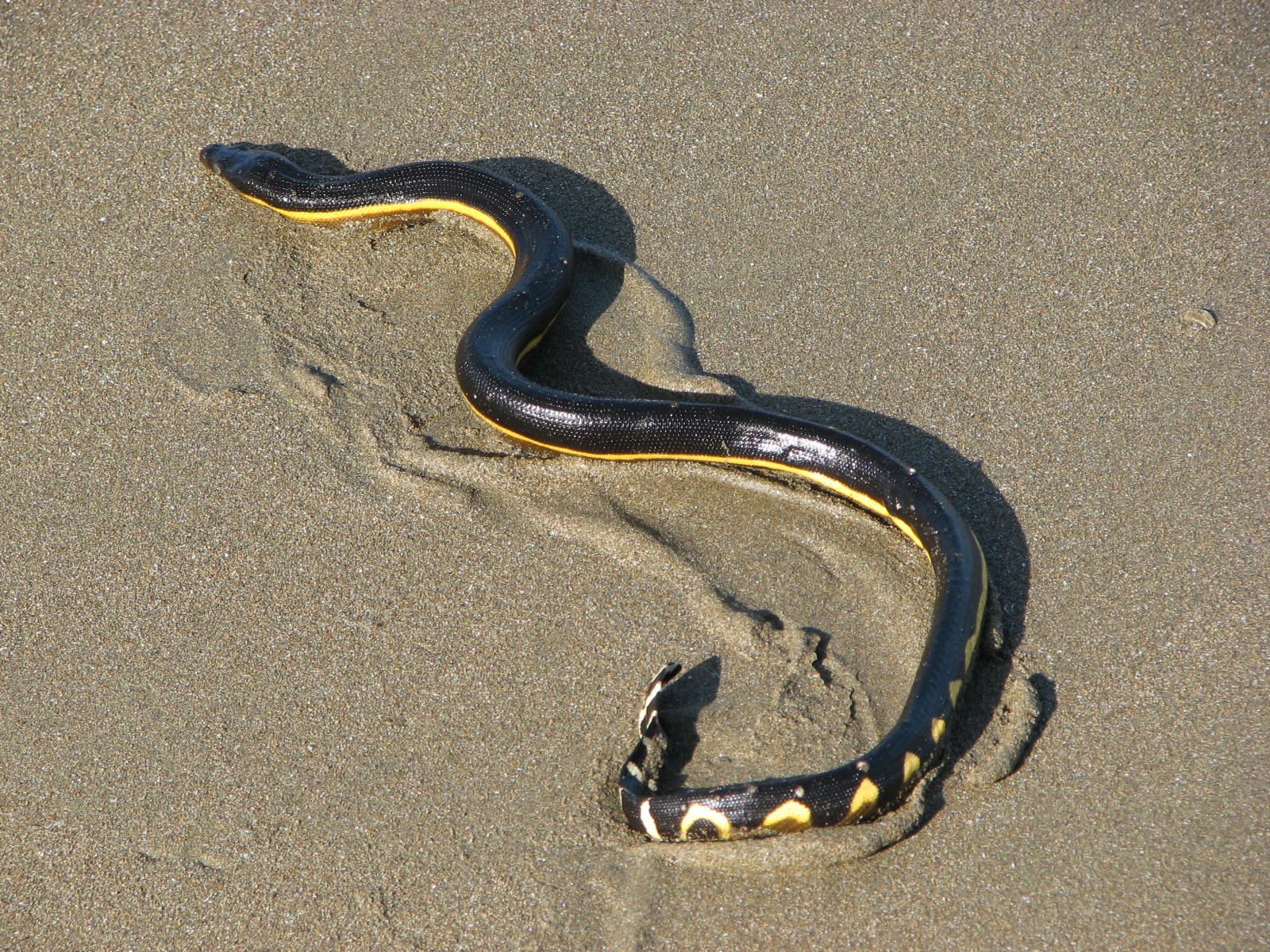
Hydrophis platurus
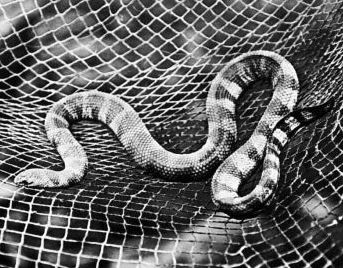
Thalassophis anomalus

### Études moléculaires
Des études portant sur des données moléculaires suggèrent que les trois genres semi-aquatiques monotypiques (Ephalophis, Parahydrophis et Hydrelaps) sont des lignées qui ont divergé très tôt. Le groupe Aipysurus est monophylétique et constitue une lignée très divergente. Les Hydrophiini partageaient un ancêtre commun il y a environ 6 millions d'années avec la majorité des lignées existantes, qui se sont diversifiées il y a plus de 3,5 millions d'années. Le groupe Hydrophis partageait un dernier ancêtre commun il y a environ 1,5 à 3 millions d'années.

## Relations avec l'Homme

### Détention en captivité

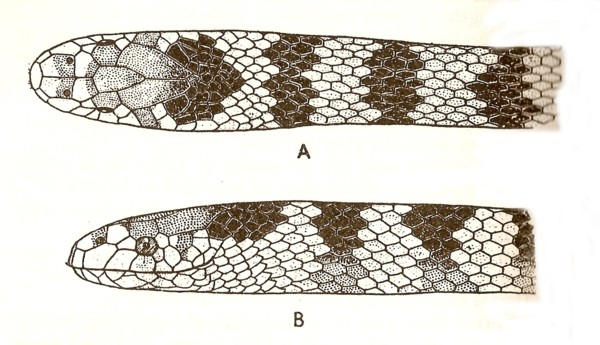
Hydrophis cyanocinctus

Les Hydrophiinae sont difficiles à conserver en captivité. Ditmars (1933) les décrit comme nerveux et délicats dans ces conditions, et indique qu'ils refusent généralement de manger, préférant se cacher dans le coin le plus sombre de la cuve. Plus de 50 ans plus tard, Mehrtens (1987) a écrit, même si elles sont rarement présentées dans les parcs zoologiques occidentaux, que certaines espèces étaient régulièrement exposées dans les aquariums japonais. La nourriture disponible limite le nombre d'espèces qui peuvent être gardées en captivité, car certaines ont des régimes qui sont trop spécialisés. De plus, certaines espèces apparaissent intolérantes à la manipulation, ou même d'être retiré de l'eau. En ce qui concerne leurs besoins en captivité, les espèces Laticauda doivent être en mesure de sortir de l'eau à un point présentant une température d'environ 29 °C, avec un abri submergé. Les espèces qui sont relativement faciles à élever en captivité comprennent Hydrophis cyanocinctus, qui se nourrit de poissons et d'anguilles en particulier et Pelamis platurus qui s'adapte très bien et se nourrit de petits poissons, y compris les poissons rouges. Cependant, des précautions doivent être prises pour les loger dans des cuves rondes ou ovales, ou dans des citernes rectangulaires avec des coins qui sont bien arrondis, pour empêcher les serpents d'endommager leurs museaux en nageant dans les coins.

### Statut de sauvegarde
La plupart des serpents de mer ne sont pas sur les listes de protection de la CITES,. Une seule espèce, Laticauda crockeri, est classée comme vulnérable, une autre, Aipysurus fuscus, est classée comme « en danger », et deux dernières, Aipysurus foliosquama et Aipysurus apraefrontalis, sont classées comme en danger critique d'extinction, dans la Liste rouge des espèces menacées de l'UICN.

## Publication originale
- Fitzinger, 1843 : Systema Reptilium, fasciculus primus, Amblyglossae. Braumüller et Seidel, Wien, p. 1-106 (texte intégral).